# Thanatopsyche chilensis
Thanatopsyche chilensis är en fjärilsart som beskrevs av Philippi 1860. Thanatopsyche chilensis ingår i släktet Thanatopsyche och familjen säckspinnare. Inga underarter finns listade i Catalogue of Life.